# Phoolan Devi
Phoolan Devi (Gorha Ka Purwa, Uttar Pradesh, 10 de agosto de 1963 - Nueva Delhi, 25 de julio de 2001), conocida como La Reina de los Bandidos, fue una dacoit (atracadora) y política socialista india. Una referente en la igualdad de género y de clases sociales en la India actual.

## Infancia
Proveniente de Gorha Ka Purwa, una pequeña aldea de Uttar Pradesh, a orillas del río Yamuna, Phoolan Devi nació en la estación de las lluvias en el mes de Bhadrapada (sexto mes del calendario hindú que corresponde en el gregoriano a finales de agosto-principios de septiembre).
Su nacimiento fue en la celebración de Ganesh Chaturthi, el día de la fiesta de las flores; de ahí su nombre: Phoolan. Pero como tantas mujeres de las castas bajas de la India, nadie sabe la fecha exacta de su nacimiento.
Pertenecía a la subcasta mallah cuya ocupación está centrada en el río y es una de las muchas subcastas de la casta sudra.
Fue la segunda hija de una familia con cuatro niñas y un niño, con lo que esto representaba para una familia en extrema pobreza donde, según tradición, tenían que pagar una dote para casar a las mujeres. Aunque en 1960 el primer ministro Jawaharlal Nehru ya había prohibido esta costumbre por ley, desafortunadamente se siguió manteniendo por mucho tiempo después.
Desde temprana edad era muy consciente de las injusticias para con las castas más bajas y las mujeres, y del pleito que el padre tenía con su hermano Bihari que les había robado unas tierras. Según Phoolan su padre era un hombre sumiso y pacífico que oraba a los dioses en busca de justicia, en contraposición a su madre que frecuentemente se dejaba llevar por la cólera de la desesperación y les pegaba. Aunque los más frecuentes maltratos físicos, desprecios e insultos, provenían de su tío y allegados. Su infancia estuvo repleta de violencia. Sobre los 4-5 años la mandaron al colegio porque casi no hablaba, fue por un breve período pues necesitaban su trabajo para ayudar en la supervivencia familiar. Nunca aprendió a leer o escribir.
Tras la muerte de su tío Bihari su hijo Mayadín pasó al cargo de sus pertenencias y roba el único árbol que la familia de Phoolan tenía y que iba a ser la dote de su futuro matrimonio. Fue el primer enfrentamiento en el que Phoolan se opuso abiertamente a tal injusticia ante la impasibilidad y burla de los vecinos que observaban cómo su primo la golpeaba. Aunque informaron del robo a la policía de Kalpi éstos no recogieron la denuncia y los amenazaron con denunciarlos a ellos si seguían insistiendo en sus acusaciones.

### Matrimonio y vuelta a su aldea
Tres meses después de este incidente, tendría Phoolan sobre 11 años, la casaron teniendo la familia que pedir prestado el dinero para su dote. Putti Lal, su marido, era unos 20 años mayor que ella y no respetó el trato de ir a por ella 4 o 5 años más tarde del día de la boda (sobre los 16, edad legal de matrimonio en India en aquellos años), y con la excusa de que la necesitaban para las tareas de la casa se la llevó y abusó sexualmente de ella de forma continuada.
Tras muchas vicisitudes pasaron más de 2 años en los que Phoolan estuvo entre la casa de sus padres y la de su marido, donde continuaron las violaciones y malos tratos, hasta que éste la abandonó en el bosque. Es en esta época cuando entre la frustración, dolor y pensamientos de suicidio Phoolan juró a la diosa Durga que sobreviviría y se vengaría.
Ser rechazada por el marido, el ser repudiada, era una humillación para la mujer en esa sociedad, a la que se revictimizaba haciéndola responsable de esa situación por lo que a su vuelta a la aldea todo el mundo la rehuía e insultaba. Los hombres la acosaban porque se creían en el derecho de hacer con ella lo que quisieran.
Pero una vez recuperada de sus heridas ayudaba a su padre en los trabajos y era ella quien llevaba los tratos exigiendo su salario diario y saboteando las cosechas si era necesario para que los propietarios de las tierras les pagasen lo acordado. Tras los acosos del hijo del sarpanch Phoolan le pidió a su madre que hablase con el padre de éste. Obtuvieron desprecio y el hijo del sarpanch, junto con otros 2 hombres que no reconoció, fueron a su casa de noche y la violaron en presencia de sus padres. Phoolan contactó con un hombre, Phool Singh, para que la vengase. Este desafío a la autoridad trajo como consecuencia la reunión del consejo de la aldea que decidió volver a casarla, en esta ocasión con el criado del sarpanch. Phoolan huye a casa de su hermana mayor Rukmini. No estuvo más de 8 días fugada porque habían detenido a su padre pues la acusaban de ser una dacoit y de haber robado en la casa de su primo Mayadín por lo que regresó a su aldea. “Aquella falsa acusación sería un punto crucial en mi vida”.
La llevaron a la comisaría de Kalpi donde tenían a su padre detenido, los tuvieron en los calabozos durante 3 días, donde la torturaron, violaron y amenazaron para evitar que contase los malos tratos a los que había sido sometida. Tras un juicio en Orai donde el juez la dejó en libertad bajo fianza, vuelve a su aldea donde la continúan acosando, insultando y rehuyendo.
Tras otro enfrentamiento con su primo Mayadin que les prohibía coger agua del pozo, a lo que Phoolan se rebeló, un grupo de unos 12 thakures fueron a su casa donde la violaron obligando a sus padres a presenciarlo. La madre le exigió que fuese a denunciar a la policía, pero cuando lo hizo lo único que encontró otra vez fueron desprecios. Vivió amedrentada escondiéndose, pues frecuentaban su casa muchos thakures que se creían en el derecho de abusar sexualmente de ella, hasta el día que le venció la cólera y perdiendo el miedo comenzó a amenazar a todo el mundo haciéndoles creer que tenía un fusil… “No estaba loca. No tenía nada que perder. Ya no podían amenazarme con ninguna humillación. Así que les amenazaba yo a ellos.”
Pasaron 6 meses de la vuelta del juicio hasta que una banda de dacoits la rapta. Estos habían sido pagados por el sarpanch de la aldea para que la secuestraran, puesto que no era la mujer y persona de baja casta sumisa que esperaban.

## Su vida como dacoit
Los dacoits no daban crédito cuando al preguntar por Phoolan Devi se les presentó una muchacha de unos 16 años. Ante esto un cabecilla de la banda (Baba Gujar Singh) propone violarla o matarla allí mismo, pero otro (Vickram) se opone y se la llevan con ellos a la selva.
La actividad de las bandas de dacoits variaba según la casta a la que perteneciesen y las razones de su creación, aunque el asalto a aldeas donde hacían ajuste de cuentas, el robo a familias adineradas y el secuestro a terratenientes para exigir un rescate por su liberación eran habituales. Las bandas de dacoits tenían un modus operandi y código de honor no escrito entre los que se encontraban: 
- Crear lazos de confianza y favores con los aldeanos para tener informantes y provisiones.
- Hacer saber a la población por qué y quién se vengaba, dejando nota, pintando en las puertas con un sello y/o usando el megáfono.[13]
- Ir a algún templo con ofrendas a los dioses como agradecimiento tras las incursiones o saqueos.[14]
- La pertenencia a la misma comunidad, casta implicaba un respeto.
- En el caso de la banda de Vickram había un reparto de ganancias con las personas de su casta dada la pobreza en la que subsistían, de ahí su comparación con Robin Hood: “Ser bandido suponía quitar a los ricos y dar a los pobres, escarmentar al traidor y al propietario cruel y castigar al violador para hacerles entender que las mujeres y los pobres también tenían dignidad”[15]
- a veces las bandas se juntaban para unir fuerzas.[16]

En el caso del rapto de Phoolan así fue. Por un lado Vickram y sus hombres eran de la casta mallah (la misma que la de Phoolan), Mientras Baba Singh era gujar. Esto dio lugar a discrepancias severas de cómo actuar con Phoolan, hasta que en un intento de violación por parte de Baba, Vickram acaba matándolo. Éste fue el comienzo en que Phoolan aparece en las notas informativas que dejaban las bandas para hacer saber quién se venga y por qué. Vickram se proclamó jefe de la banda y le ofreció matrimonio y Phoolan acepta. Será el primer hombre en quien confíe. Tras una larga conversación Vickram le promete que la ayudará a vengarse de todos aquellos que abusaron de ella.
Una de las primeras acciones de Phoolan Devi en dicha cuadrilla fue la de ir a la aldea de su antiguo marido para vengarse. Pero considera que matarlo sería demasiado fácil para él así que lo apalearon y exhibieron mutilado a todos los aldeanos dejándolo muy malherido. La nota que dejaron fue “¡Esto es lo que les pasa a los viejos que se casan con niñas!” y el compromiso de Phoolan a actuar igual con todos los hombres como ese, mutilándolos.
Aunque a medida que ganaba prestigio de vengadora y la vitoreaban por respeto o por miedo (“Larga vida a Phoolan Devi”), era humillante para ella saber que si no hubiese sido por un hombre, Vickram, la hubieran hecho callar hacía tiempo.
Con la llegada de Sri Ram (thakur) y sus hombres a la banda, se desencadenaron hechos decisivos. Aunque al resto de la banda no les gustaba, Vickram estaba cegado de gratitud por quién había sido su maestro sobre bandidaje en la cárcel. Tras varias situaciones tensas acabaron asesinando a Vickram, matando a los hombres de la banda de Vickram y llevando a Phoolan al menos por 4-5 aldeas donde la acusaban de autora del asesinato de Vickram y donde la violan reiteradas veces invitando a los aldeanos a hacerlo. En una aldea Phoolan escuchó como Sri Ram reclama un dinero pues había sido contratado para "darles una lección”  En la India la fama de Phoolan y Vickram adquirió dimensiones míticas. Ambos eran de castas inferiores y se habían rebelado contra el sistema con la misma violencia con la que las castas pretendían subyugarlos. Que una mujer hubiese osado ponerse a la par con hombres era insólito. Pero que llevara a cabo asesinatos en contra de una casta superior era simplemente inaceptable.  “Mataban a los hombres pero violaban y torturaban a las mujeres para recordarnos su poder sobre nosotras” Fue gracias al brahman de una aldea que Phoolan logró huir. Éste pagará con su vida por haberla ayudado.
Tras sobrevivir su objetivo fue crear su propia banda. En ella apareció Man Singh, el que fue su brazo derecho hasta la rendición. Pero a pesar de su deseo de no unirse con otras bandas lo hizo con las de Balwan y de Baba Mustakin. Este último le ató un pañuelo rojo en la frente símbolo de la venganza y le regaló un sello por el que se la conocería posteriormente, decía así: "Phoolan Devi, Reina de los Bandidos". ”
Estarán juntos 6 meses, hasta que la matanza en Behmai causa la dispersión de las bandas. Aunque la mayoría de la policía y algunos periodistas acusaron a Phoolan como responsable ésta siempre lo negó.
Fueron a Behmai el 14 de febrero de 1981 porque un informante les dijo que allí estaba Sri Ram y Phoolan tenía la firme determinación de vengarse de él. Al percatarse de que éste huía Phoolan y Baba Mustakín le siguieron, mientras Balwan, su banda y 3 integrantes de la banda de Phoolan entraron a saquear la aldea. Cuando ella y Baba perdieron la pista de Sri Ram volvieron a la aldea y se encontraron a 20 personas asesinadas. Baba Mustakin ordenó la retirada y auguró el desastre para ellos: "Los periódicos no hablarán de otra cosa ¡¡Nos perseguirá toda la policía de la India!! Tenemos que separarnos"  Y así fue. Los periódicos culpaban directamente a Phoolan de esta matanza como venganza contra los thakures por las torturas y violaciones sufridas en distintas aldeas, entre otras ésta.
Tras estos acontecimientos el gobernador general del estado dimitió y las autoridades de Uttar Pradesh persiguieron infructuosamente a Phoolan Devi. Eran tiempos de muchas bandas de dacoits y en Dastampur hubo otra matanza de la que también policía y periódicos culpaban a Phoolan, aunque en esos momentos ella estaba escondida en los bosques. En la radio decían que el gobernador general en Kanpur había ordenado disparar en cuanto los viesen, pero la primera ministra Indira Gandhi pidió que fuesen juzgados. La recompensa que ofrecían por ella había aumentado a más de 10.000 dólares, lo que hizo que la desconfianza de Phoolan aumentase también exponencialmente. Temía la traición de sus propios hombres.
“Todo el mundo hablaba de los delitos de los pobres, no de los que se cometían contra ellos”.

## Rendición y estancia en la cárcel
Baba Ghanshyam, dirigente de una banda con la que se unió la de Vickram poco después del secuestro de Phoolan, insiste a ésta para que llegue a un acuerdo con las autoridades y se rinda. Habían pasado casi 3 años desde aquel primer encuentro, Phoolan tiene entonces alrededor de 19 años. Comienza a reunirse con Rajendra Chaturvedi, un enviado del gobernador general Arjun Singh  que seguía instrucciones de la primera ministra Indira Gandhi. Su cuadrilla estaba muy mermada a consecuencia de las muertes de varios de sus miembros en emboscadas y el deseo de muchos de ellos de rendirse. Se reunieron 3 veces durante un mes y medio antes de que se decidiese.
A finales de 1982 Phoolan Devi hizo públicas sus condiciones, firmándolas casi 2 meses después, estas fueron:
- Que no la ahorcasen
- Que la juzgaran en Madhya Pradesh, y en ningún otro sitio
- Que la sentenciaran a 8 años de prisión
- Que la encarcelaran con sus hombres
- Que concedieran a las familias permiso de armas para protegerse
- Que les dieran tierra y trabajo para que pudiesen vivir
- Que escribieran todas sus peticiones en papel oficial
- Que aceptasen la entrega de Muslim y de su banda en las mismas condiciones y la entrega de Baba Ghanshya

El 12 de febrero de 1983 fue el día de la rendición en Bhind. Acompañada en todo momento de Rajendra Chaturvedi entregó su fusil al Gobernador General Arjun Singh ante los retratos de Vinoda Bhave  hombre que había puesto en marcha el programa de rendición de los dacoits, Mahatma Gandhi y la diosa Durga. A la ceremonia asistieron entre 8.000  y  10.000 personas , entre ellas gran cantidad de periodistas nacionales e internacionales y miembros de derechos humanos, mientras Phoolan Devi y su cuadrilla eran escoltados por numerosos policías. Después hubo una rueda de prensa, algo totalmente desconocido para Phoolan y que le resultó desagradablemente abrumadora e irrespetuosa.
Ingresó en la cárcel de Gwalior donde le costó adaptarse. Existía mucha corrupción y los carceleros cobraban por dejar pasar a gente y/o periodistas a que la vieran a cambio de dinero, para ella lo peor eran estos últimos. En la visita de Ashok Roy, el director de la película  “La historia de Phoolan” (Kahani Phoolan Ki), ésta acabó agrediéndole cuando él le muestra fotos tomadas sin su consentimiento.
En 1991 tendría que haber sido liberada según las condiciones acordadas, pero en esa fecha ni siquiera se había llevado a cabo el juicio. Phoolan Devi estaba acusada al menos de 48 crímenes , incluyendo bandolerismo, asesinato y secuestro. Sin embargo, la causa principal de su detención, la masacre de Behmai, no fue resuelta y Phoolan siempre negó tener responsabilidad en las muertes.
Al final pasó 11 años encarcelada y no 8, en lo que influyó que al gobernador Arjun Singh le mandaron para el Punjab 11 meses después de la rendición de Phoolan y que a Indira Gandhi la asesinaron en octubre de 1984.  Mientras tanto la mayor parte de sus compañeros ya habían sido liberados, muchos de ellos a los 4 o 5 años de la rendición . Ingresó en un hospital de Delhi  y de ahí paso a la cárcel de Tihar. Fue allí donde la entonces inspectora general de prisiones Kiran Bedi se ofreció a presentar un recurso en el juzgado para que agilicen su caso. Poco después el Gobierno de Uttar Pradesh retira los cargos contra ella.
En febrero de 1994 salió de la cárcel con libertad provisional.
En la cárcel Phoolan Devi recibió bastantes propuestas de matrimonio y se casó el 15 de febrero de 1995  con Umed Singh un político socialista estableciéndose en Nueva Delhi.

## Vida política
En 1995, Phoolan Devi abrazó el budismo en Deeksha Bhoomi, en el mismo lugar donde Babasaheb Ambedkar (Bhimrao Ramji Ambedkar) lo hizo en su momento. 
Phoolan Devi siempre fue una defensora de los derechos de las clases oprimidas y de la mujer, esto comenzó siendo simple supervivencia hasta materializarse en un discurso racional. En la entrevista que Mary Ann Weaver le hace a Phoolan ésta dijo: “Si todos los líderes de las bandas que resultan ser hombres, luchasen contra estas atrocidades, entonces acabarían con ellas. No es por dinero que una mujer se convierte en dacoit, es por el justo castigo y venganza”. 
A finales de los años 1970 y principios de los 1980 hubo una campaña contra la violencia sexual, uno de los crímenes más frecuentes en la India ejercido contra la mujer. Hasta existía una clasificación dependiendo del contexto donde se llevasen a cabo: “violación por la autoridad” (en el trabajo), “violación de casta” (miembros de castas “superiores” contra víctimas de las más vulnerables por tradición y recursos), “violación por la policía” (muy frecuente y preocupante debido a la desprotección de las mujeres de castas más vulnerables).
Una vez fuera de la cárcel Phoolan siguió luchando contra el matrimonio infantil, por los derechos de las mujeres y de las castas oprimidas. Para ello creó una organización llamada Eklavya Sena, basada en la leyenda de Ekalavya. Y en uno de sus discursos en Gandhi Maidan de Patna, expresó: “Quiero solicitar al Ministro Principal Lalu Prasad, que está en el estrado, que otorgue el 50 por ciento de reserva a las mujeres. Hasta que las mujeres sean consideradas propiedad de otros, seguirán siendo objeto de atrocidades. Hago un llamamiento a todos los jóvenes miembros de Eklavya Sena para que eduquen a sus hijas. No deberían hacerlas cobardes. Deberían enseñarles que si alguien las abofetea una vez, deben abofetearlo dos veces, independientemente de si la persona que abofetea a la niña es su esposo o su hermano”. 
El gobierno de Mulayam Singh Yadav en Uttar Pradesh retiró los cargos contra ella. 
Phoolan se afilió al partido socialista, el Partido Samajwad, con el que llegó a ser diputada en la Lok Sabha, la Cámara Baja del Parlamento, de Mirzapur (Uttar Pradesh). Renovó su escaño en 1999 hasta su muerte en 2001.

## Muerte
El 25 de julio de 2001, Devi fue asesinada a tiros a la entrada de su residencia en Nueva Delhi, una de las zonas más seguras del país. Tres hombres le dispararon recibiendo Phoolan 5 disparos, tres de ellos en la cabeza como certificó el hospital de Ram Manohar Lohia al que fue trasladada tras el atentado. 
Aunque Phoolan tenía un guardaespaldas, que también resultó herido en el ataque, ésta hacía un mes que había solicitado una licencia de armas pues se sentía en peligro. 
El Parlamento indio guardó un minuto de silencio en su honor y se suspendieron las sesiones agendadas. El presidente de la India en aquel momento, K. R. Narayanan dijo estar conmocionado expresando: “Desafió los prejuicios de la sociedad. Pobre y marginada, logró ser elegida democráticamente por el pueblo”. 
El principal acusado del magnicidio, Sher Singh Rana   justificó el crimen como venganza por la matanza de Behmai. En 2004 Rana se escapó de la cárcel de Tihar, siendo arrestado en 2006 en Calcuta.
Aunque el 14 del agosto de 2014 un tribunal de Nueva Delhi sentenció a cadena perpetua a Sher Singh Rana  , dos años después el Tribunal Superior de Delhi le concedió la libertad bajo fianza y fue puesto en libertad el 24 de octubre de 2016. 

## Cine, libros y otras artes
El apogeo de las bandas de dacoits en la India central se dio en la década de los 60 y 70, antes del comienzo de las rendiciones acordadas con el gobierno ya en los años 80. Fue entonces cuando el cine de Bollywood y otras artes comenzaron a fascinarse con el tema. 
Cine 
```
     1984 
Phoolan Devi
 (en bengalí)- 
Ashok Roy
```

```
     1985 
Kahani Phoolvati Ki. Bandit Queen
 - Ashok Roy
```

```
     1994 
Bandit Queen
-
Shekhar Kapur
 . Basada en una adaptación libre del libro de Mala Sen acerca de la vida de Phoolan Devi hasta su rendición en 1983. Fue competidora en el 
Festival de Cine de Cannes
, en el 
Festival de Cine de Edimburgo
  y ganadora del 
Premio Nacional de Cine
 (India) a la mejor película en hindi 
 Aunque esta película hizo que la fama de Phoolan Devi se extendiese internacionalmente, ésta siempre se opuso a ella por considerar que no representaba su vida y por atentar contra su privacidad puesto que nunca se pidió su consentimiento. Tras muchas demandas consiguió que la película fuese prohibida en India. En 1997 el debate sobre la obscenidad reaparece y es censurada por sus numerosas escenas de violencia y sexo
.
 
Arundhati Roy
, en su reseña cinematográfica acusó a a Shekhar Kapur de "representar la violación de una mujer viva sin su permiso" y  tergiversar su vida y su significado. 
```

```
    2017 Documental (anuncio) basado en entrevistas a sus familiares e intelectuales.- 
Hossein Martín Fazeli
 
   
```

```
    2022 Serie Web (anuncio) basada en la perspectiva de Rajendra Chaturvedi (quien medió en su rendición)- 
Farrukh Dhondy
 
  
```

Libros
Se han vertido ríos de tinta sobre la vida de Phoolan Devi. Desde libros basados en “hechos reales”, pasando por novelas y llegando hasta a un comic.
```
      1984 
Devi, the Bandit Queen
 – 
Shears Richard
 e 
Isobelle Gidley
```

```
      1991 
India’s Bandit Queen. The true story of Phoolan Devi
 – 
Mala Sen
 
```

```
      1996 
I, Phoolan Devi: The Autobiography of India's Bandit Queen
 - Phoolan Devi with 
Marie Therese Cuny
 
 and 
Paul Rambali
 
 (entrevista filmada septiembre 1995). En el video documental, 
India. Phoolan Devi, la reina de los bandidos
 (Evaristo Canete, Antonio Gálvez y José Jiménez Pons) Phoolan todavía dice, refiriéndose a su vida marital y violaciones, “no quiero contarlo, ninguna mujer de India se atreve a hablar de tales cosas en público”…afortunadamente acabó haciéndolo para rectificar la imagen que la película Bandit Queen difundió sobre ella. 
```

```
      2010 
Outlaw: India’s Bandit Queen and me
- 
Roy Moxham
 
```

Ensayo
```
      2018 
From Heroic Durga to the Next Victim of an Oppressive Patriarchal Indian Culture: Too Many Variants of Phoolan Devi’s Biography
- 
Tatiana Szurlej
```

Novela
```
      1993 
Devi
- 
Irene Frain
 
```

```
      2010 
The Ravines
- 
Dimitri Friedman
```

```
      2010 
Devi, Reina de los Bandidos
- 
Christel Mouchard
```

Cómic
```
      2020 
Phoolan Devi, Rebel Queen
- 
Claire Fauvel
```

Pintura 
```
      2001 
Untitled ( Phoolan Devi)
 - 
Rekha Rodwittiya
  
```

```
      2003 
Goddess of Flowers
- 
Sangeeta Sandrasegar
  
```

```
      2006 
Phoolan Devi's Other Life
- 
Chitra Ganesh
 
```

Música
```
      2010 
Phoolan Devi: The Bandit Queen
 (Ópera) - 
Shirish Korde
 
```

```
      2018 Fauladi Phoolan (The Daring Phoolan)- Canción sobre la historia de Phoolan - 
Ajay Sahni
  
```